# 水清沟街道
水清沟街道原是中国山东省青岛市市北区下辖的一个街道。

## 行政区划
水清沟街道下辖南丰路社区、九江路社区、金沙路社区、湖清路社区、河清路社区、萍乡路社区、乐安路社区。